# Żeby nie było śladów
Żeby nie było śladów è un film del 2021 diretto da Jan P. Matuszyński.
Basato sull'omonimo libro di Cezary Łazarewicz del 2016 sulla morte di Grzegorz Przemyk, è stato presentato in concorso alla 78ª Mostra internazionale d'arte cinematografica di Venezia.

## Trama
Nella Polonia comunista in cui vige la legge marziale da due anni per reprimere l'opposizione di Solidarność, il 12 maggio del 1983, il diciottenne Grzegorz Przemyk, figlio della poetessa dissidente Barbara Sadowska, viene brevemente fermato e picchiato da una pattuglia della Milicja Obywatelska. Accusando forti dolori allo stomaco, muore due giorni dopo. Le autorità militari cominciano a lavorare per insabbiare il caso, a partire dalla volontà di Jurek Popiel, unico testimone del pestaggio, di battersi perché giustizia venga fatta.

## Promozione
Il teaser trailer del film è stato diffuso online il 5 agosto 2021.

## Distribuzione
Il film è stato presentato in anteprima l'8 settembre 2021 in concorso alla 78ª Mostra internazionale d'arte cinematografica di Venezia. Sarà distribuito nelle sale cinematografiche polacche da Kino Świat a partire dal 24 settembre seguente.

## Riconoscimenti
- 2021 - Mostra internazionale d'arte cinematografica[2]
  - In concorso per il Leone d'oro al miglior film